# Mandela Kapere
Mandela Kapere (mất ngày 12 tháng 7 năm 2020) là một chính trị gia người Namibia.

## Tiểu sử
Ông là Đại biểu Quốc hội Namibia từ năm 2020 đến năm 2021. Kapere chết vì Covid-19 ở tuổi 38.